# In un posto bellissimo
In un posto bellissimo è un film del 2015 diretto da Giorgia Cecere, interpretato da Isabella Ragonese e Alessio Boni.

## Trama
Lucia lavora in un negozio di fiori di cui è comproprietaria nel centro di Asti, suo marito Andrea è un solido dirigente d'azienda e Tommaso, loro figlio adolescente le ricorda se stessa da giovane. Lucia però ha una ferita mai rimarginata. L'irruzione nella sua vita di Feysal, un ragazzo straniero che vende oggetti vari per strada, comincia a mettere in luce le crepe che Lucia si era sempre rifiutata di vedere, per esempio su Andrea. Man mano, le crepe si allargano, i muri crollano e Lucia scopre che il suo microcosmo non è così perfetto come si sforzava di credere e far credere.

## Promozione
Il film, ambientato e girato nel centro storico e nei dintorni di Asti, è uscito nelle sale cinematografiche il 27 agosto 2015. Il primo trailer è stato diffuso il 23 luglio 2015, distribuito da Teodora Film.